# Fulgentius Ferrandus
Fulgentius Ferrandus, auch Ferrandus Carthaginiensis, († 546/547) war ein Geistlicher aus Nordafrika, der zahlreiche theologische Werke und eine Kanones-Sammlung (die Breviatio canonum) verfasste. Außerdem verfasste er eine Biographie des Fulgentius von Ruspe, den er vermutlich in dessen Exil begleitete. Er war Diakon der Kirche von Karthago und hatte, auch ohne ein bischöfliches Amt zu bekleiden, erheblichen Einfluss in der nordafrikanischen Kirche seiner Zeit. Seine Schriften widmen sich dogmatischen Fragen rund um den sogenannten Dreikapitelstreit.